# 新喀里吸蜜鸚鵡
，又稱新喀吸蜜鸚鵡，是新喀里多尼亞美拉尼西亞特有及可能已滅絕的一種吸蜜鸚鵡。

## 描述
新喀里吸蜜鸚鵡約長18-19厘米，尾巴尖而幼長，長約7-8厘米。雙翼幼長，唯一的標本長約91毫米。牠們的腳長16毫米長。由於牠們體型細小，很難觀察到牠們。
雌鳥全身呈綠色，冠呈深紫藍色，大腿呈深藍色，面部呈黃色，臀部呈紅色。尾巴表面呈綠色，下面呈橄欖黃色。兩側有四條紅色的羽毛，上有黑斑，底端呈黃色。喙呈橙紅色，瞳孔及腳可能呈深橙色。雄鳥未有紀錄，估計面部、下身及臀側都呈紅色的，而且體型較大。雛鳥像雌鳥，但較深色。
新喀里吸蜜鸚鵡的叫聲不明，但相信是高音的。

## 分佈
新喀里吸蜜鸚鵡的標本出處不明。在洛亞蒂省的帕尼艾山及Ignambi山以西、拉弗阿至卡納拉間及南方省曾有未確認的發現報告。有指在近帕尼艾山及Ignambi山附近可以發現牠們。由於新喀里多尼亞仍有很多未能到達的森林，估計牠們仍有餘種生存在這些地方。

## 生態
由於新喀里吸蜜鸚鵡是遊牧及相對並不顯眼，故很難發現。估計牠們生活在潮濕的山區森林，但會在低地的千層樹森林飛來飛去。很多報告都是來自這些低地森林，可能是較易進入。Ignambi山的環境很適合牠們生活。
新喀里吸蜜鸚鵡喜歡吃花蜜、花粉、花朵及果實，一般會一對或以小群形式覓食。繁殖期約在7月至12月，甚至可能達至2月或全年。在樹上白蟻的巢穴或著生的蕨類中曾發現牠們的巢。每次會生兩隻蛋，蛋呈圓形。

## 保育狀況
於1860年前在新喀里多尼亞發現兩個雌性新喀里吸蜜鸚鵡的標本其中一個已經失去，另一個則存放在法國國立自然史博物館。一隻新喀吸蜜鸚鵡於1913年被射殺，但卻沒有保存下來。於1880年以前都有指觀察到牠們，但數量已很稀少。另外有幾個未確認的報告，而目前所有研究都未有發現。
目前對於新喀里吸蜜鸚鵡的存在與否仍有爭議。有指牠們已經自1860年已經滅絕，但因為在新喀里多尼亞的研究並不全面，加上於1999年再發現新喀里裸鼻鴟仍然生存，大部份學者都認為仍有機會發現牠們。
導致新喀里吸蜜鸚鵡的衰落原因不明，但與另外兩種原住新喀里多尼亞的鸚鵡數量減少有關。由於很多新喀里多尼亞的鳥類在人類開發該島時就顯得未能適應，所以估計牠們是受到人為騷擾及失去棲息地而減少。另外，入侵物種及疾病亦造成一定影響。
新喀里吸蜜鸚鵡現正受到《瀕臨絕種野生動植物國際貿易公約》及歐盟保護。由於其數量估計少於50隻，現已被列為瀕危。

## 外部連結
- BirdLife International Species Factsheet （页面存档备份，存于）